# Сбіба
Сбіба (араб. سبيبة) — місто в Тунісі. Входить до складу вілаєту Касерін. Станом на 2004 рік тут проживало 5 995 осіб.